# Cairo (Missouri)
Cairo é uma vila localizada no Condado de Randolph, no estado de Missouri, nos Estados Unidos.

## Demografia
Segundo o censo americano de 2000, a sua população era de 293 habitantes.
Em 2006, foi estimada uma população de 305, um aumento de 12 (4.1%).

## Geografia
De acordo com o United States Census Bureau, tem uma área de 0,7 km², dos quais 0,7 km² cobertos por terra e 0,0 km² cobertos por água.

## Localidades na vizinhança
O diagrama seguinte representa as localidades num raio de 20 km ao redor de Cairo.